# Librería del Rey (Alcázar de Madrid)

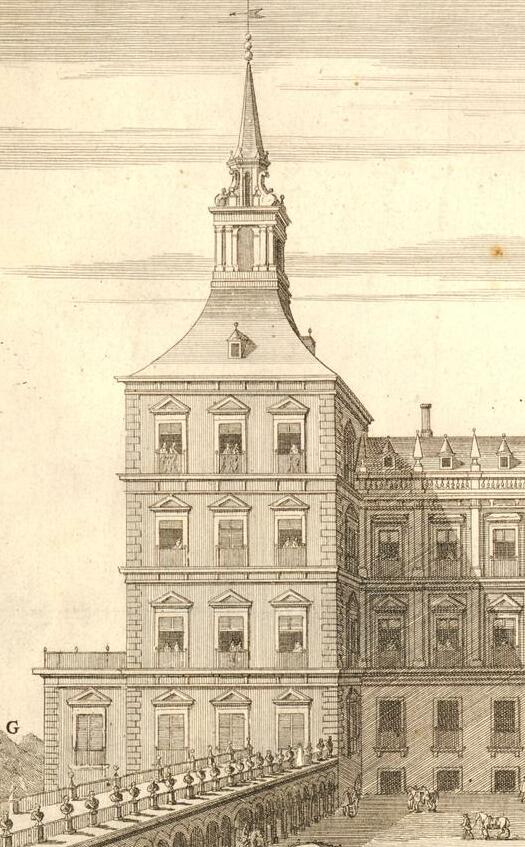
La librería ocupaba el tercer piso (desde el suelo) de la Torre Dorada, aquí representada en un detalle de un grabado realizado según dibujo de Filippo Pallota (1704)

La Librería del Rey fue un espacio en el desaparecido Alcázar de Madrid, en concreto, como parte de su torre sudoeste conocida como la Torre Dorada.

## Historia
La construcción de la Torre Dorada en el tercer cuarto del siglo XVI por orden de Felipe II, permitió a este monarca formar un espacio conforme a su gusto en el piso principal del Alcázar, formando parte del conocido como Cuarto del Rey. En 1626, Cassiano dal Pozzo, miembro del séquito que acompañó al cardenal Francesco Barberini en su viaje a España, describía que los libros se encontraban en la Torre de Francia, seguramente como consecuencia de las obras que se realizaban para finalizar la fachada principal del Alcázar.
Hacia 1633 se inauguró la nueva librería, siendo alabada por Lope de Vega en un poema dedicado a don Juan Infante de Olivares.

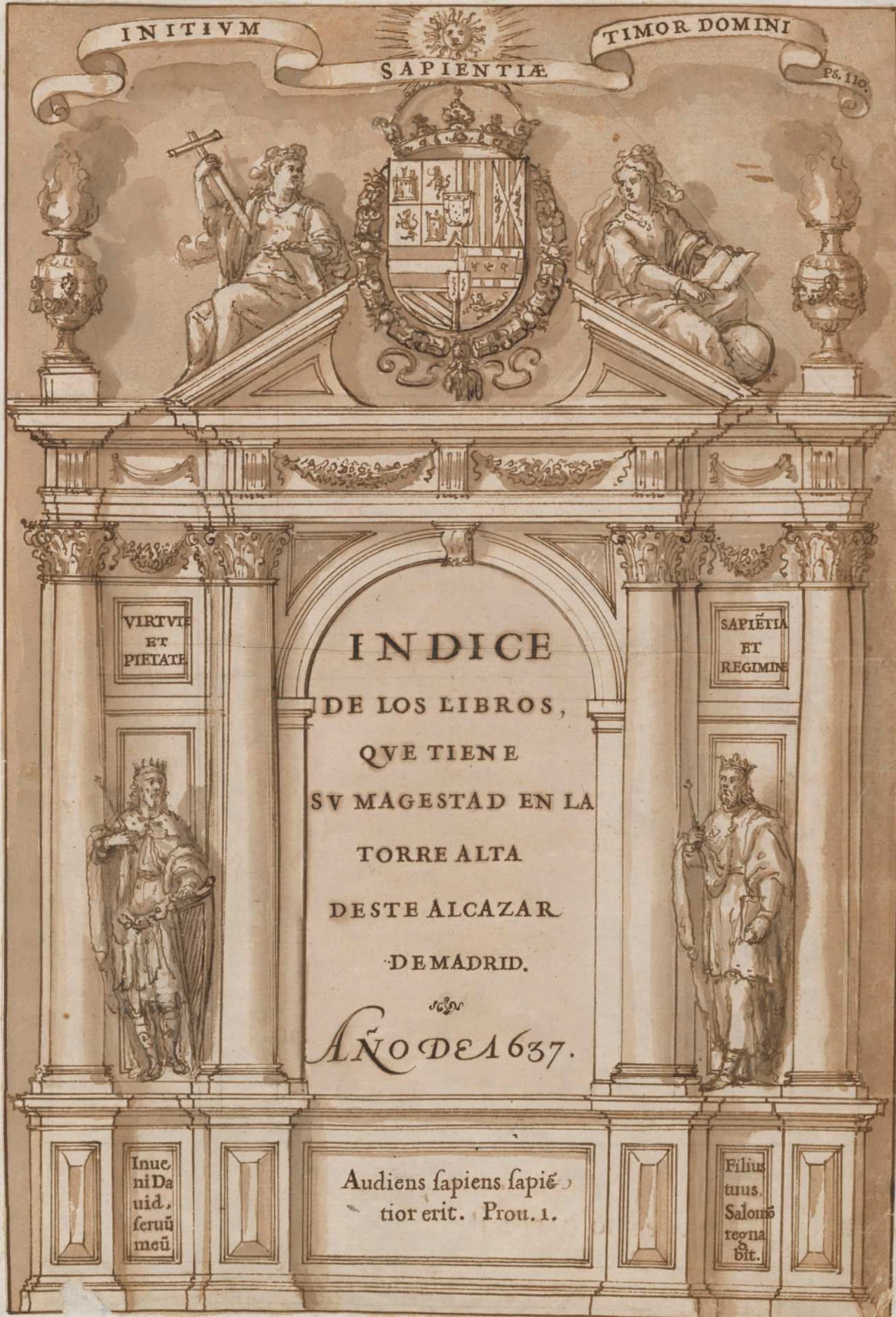
Portada del Índice de la biblioteca realizado en 1637 por Francisco de Rioja.

En 1637 el conjunto de los libros que se encontraban en la librería fueron inventariados por el bibliófilo Francisco de Rioja en un manuscrito titulado: Índice de los libros que tiene Su Majestad en la Torre Alta deste Alcázar de Madrid. 
Con la creación de la Real Biblioteca  (actual Biblioteca Nacional de España) por parte de Felipe V en 1712, los fondos de la Librería pasaron a formar parte de este conjunto, evitando su pérdida en el incendio que arrasó la Torre Dorada y la mayor parte del Alcázar en la Nochebuena de 1734. De esta forma se conservan en la actual Biblioteca Nacional un gran número de fondos de los libros y manuscritos que compusieron la librería del Rey desde 1633.

## Descripción
La librería se situaba en el segundo piso de la Torre Dorada, en el piso inmediatamente superior al piso principal en el que se situaban las habitaciones que formaban parte del cuarto del Rey.

Se desconoce su exacta distribución interior, pero es muy probable que adoptara la forma cuadrada correspondiente a la planta de la Torre Dorada. De esta forma contaría con tres balcones al mediodía y tres balcones a poniente (desde donde se podría contemplar la sierra de Guadarrama). En el mismo año de su terminación (1633) fue descrita por Vicente Carducho en los términos siguientes en sus Diálogos de la pintura:
En la misma torre encima de esta pieza hay otra que corresponde a su grandeza en fábrica, y adorno de pinturas, estuques, grutescos, y dorado, donde su Magestad tiene una librería: sobre cuya puerta me pareció ver aquel mote que cuenta Diodoro Sículo, estaba en la librería de aquel Rey de Egipto Simandio, y decía, ANIMI MEDICAMENTUM. Es pues esta librería de las lenguas Castellana, Francesa, y Italiana: y están los libros encuadernados curiosa y uniformemente en estantes dorados, en correspondencia a la hermosura de la pieza. Están divididos en materias, y historias, y diferentes Facultades: entre las cuales se dio lugar a la Pintura, y Arquitectura, Esfera, Idografía, y Cosmografía: para cuya inteligencia entre los adornos de esta pieza ai dos globos, celeste, y terrestre, de mucha estima. Tienen estos libros indice tan artificiosamente dispuesto, que con gran brevedad se halla el libro, y materia que se quiere buscar. 
El acceso a la librería se realizaba principalmente a través de una escalera situada exactamente un poco más al norte del espacio de la librería. Esta escalera subía desde el piso principal, desde una pequeña pieza al norte del Despacho del Rey que se situaba debajo de la librería del Rey. La escalera estaba decorada con diecisiete mapas obra de Pedro Teixeira que representaban diecisiete puertos y ciudades de España.

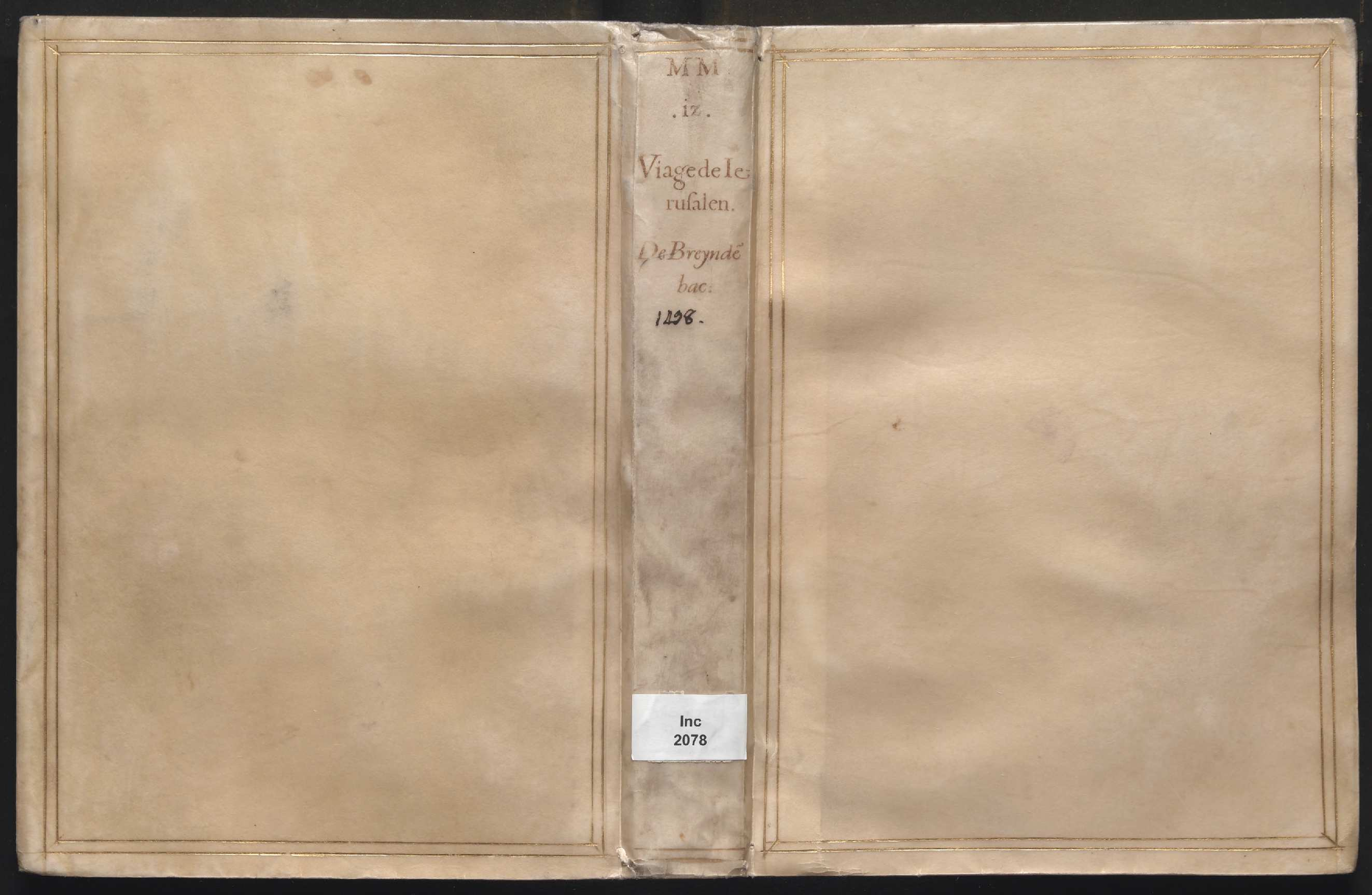
Tapas de la obra, Viaje de la Tierra Santa de Bernhard von Breydenbach en su encuadernación original para Librería.

Los libros destinados a la librería en 1633 fueron encuadernados de forma relativamente sencilla en vitela con letras y bordes dorados. Además mostraban la signatura contenida en el citado Índice formado por Francisco de Rioja en 1637.